# Alphabet turcique uniforme
L’alphabet turcique uniforme est une extension de l’alphabet latin utilisée par les peuples turcs de l’URSS dans les années 1930, et a été révisé par le Conseil turcique dans les années 1990 et en 2024.
| A | B | C | Ç | D | E | Ə (Ä) | F | G | Ğ | H | X | I | İ | J | K | Q | L | M | N | Ñ | O | Ö | P | R | S | Ş | T | U | Ü | V | W | Y | Z |
| a | b | c | ç | d | e | ə (ä) | f | g | ğ | h | x | ı | i | j | k | q | l | m | n | ñ | o | ö | p | r | s | ş | t | u | ü | v | w | y | z |

## Histoire
L’alphabet turcique uniforme est conçu lors d’une réunion de 28 linguistes de différentes pays à l’Institut d’études turques de l’université de Mamara à Istanbulles 18-20 novembre 1991. D’autres réunions sont organisées : du 29 septembre au 2 octobre 1992 à Bichkek, les 8-10 mars 1993 à Ankara, et les 21-23 mars 1993 à Antalya.
| A | Ä | B | C | Ç | D | E | F | G | Ğ | H | I | İ | J | K | L | M | N | Ñ | O | Ö | P | Q | R | S | Ş | T | U | Ü | V | W | X | Y | Z |
| a | ä | b | c | ç | d | e | f | g | ğ | h | ı | i | j | k | l | m | n | ñ | o | ö | p | q | r | s | ş | t | u | ü | v | w | x | y | z |

### URSS

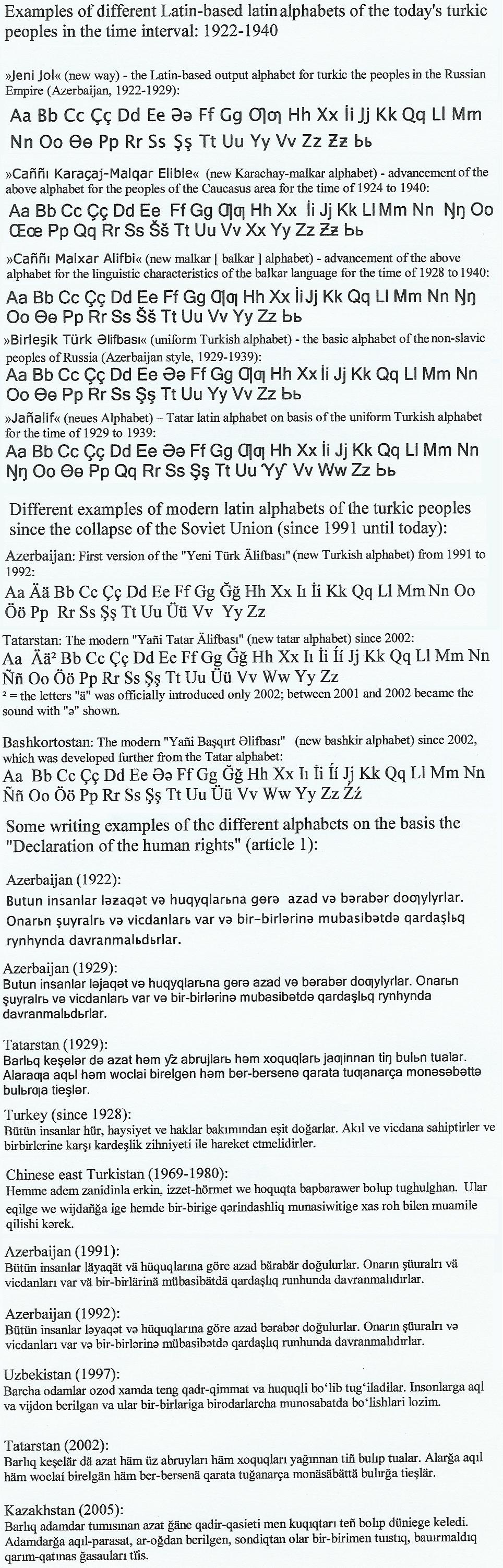
Exemples d’alphabets turciques 1922-1940

Utilisé par les peuples non slaves de l’URSS dans les années 1930. Il a servi de base au Yanalif. 
Yanalif ou Yañalif (en tatar cyrillique: Яңалиф, signifiant « nouvel alphabet ») fut le premier système d'écriture en latin utilisé pour le tatar, l'ouzbek et quelques autres langues turques de l'Union soviétique dans les années 1930.
| A | B | C | Ç | D | E | Ə | F | G | Ƣ | H | X | İ | J | K | Q | L | M | N | O | Ɵ | P | R | S | Ş | T | U | Y | V | Z | Ƶ | Ь |
| a | b | c | ç | d | e | ə | f | g | ƣ | h | x | i | j | k | q | l | m | n | o | ɵ | p | r | s | ş | t | u | y | v | z | ƶ | ь |